# Communauté de communes la Bletteranoise
La communauté de communes la Bletteranoise est une ancienne communauté de communes française, située dans le département du Jura et la région Franche-Comté. Elle a fusionné début 2011 avec d'autres intercommunalités pour former la Communauté de communes Bresse-Revermont.

## Composition
La communauté de communes regroupait 12 communes :
- Arlay
- Bletterans
- Chapelle-Voland
- Cosges
- Desnes
- Lombard
- Mantry
- Nance
- Quintigny
- Relans
- Villevieux
- Vincent